# Copa Afroasiática
La Copa Afroasiática, conocida también como el Campeonato de Clubes Afroasiático, fue una competición de fútbol que disputaban los ganadores de la Liga de Campeones de la CAF y el de la Liga de Campeones de la AFC entre 1986 y 1998. Tenía una similitud con la Copa Intercontinental que disputaban los campeones de la Conmebol y la UEFA.
Los dos primeros campeonatos en 1986 y 1987 fueron jugados a un solo partido, desde 1988 hasta 1998 la competencia se llevó a cabo en un formato de eliminatoria a doble partido. Sin embargo la competición se suspendió oficialmente debido a una decisión de la AFC del 30 de julio de 2000, después de que los representantes de la AFC apoyaran a Alemania en la votación para determinar la sede de la Copa Mundial de Fútbol 2006 en vez de a Sudáfrica (que finalmente ganó la de organización para la Copa Mundial de Fútbol 2010).

## Palmarés
| Temporada | Campeón                            | Resultado    | Subcampeón                    |
| --------- | ---------------------------------- | ------------ | ----------------------------- |
| 1986      | Daewoo Royals Corea del Sur        | 2–0          | FAR Rabat Marruecos           |
| 1987      | Zamalek · Egipto                   | 2–0          | JEF United Japón              |
| 1988      | Al-Ahly · Egipto                   | 3–1 1–0      | Yomiuri Japón                 |
| 1989      | Sétif Argelia                      | 2–0 3–1      | Al-Sadd Catar                 |
| 1992      | Club Africain Túnez                | 2–1 2–2      | Al-Hilal Arabia Saudita       |
| 1993      | Wydad Casablanca Marruecos         | 0–0 2–0      | PAS Irán                      |
| 1994      | Thai Farmers Bank Tailandia        | 1–2 1–0 (v.) | Zamalek · Egipto              |
| 1995      | Espérance de Tunis Túnez           | 1–1 3–0      | Thai Farmers Bank Tailandia   |
| 1996      | Cheonan Ilhwa Chunma Corea del Sur | 0–0 5–0      | Orlando Pirates Sudáfrica     |
| 1997      | Zamalek · Egipto                   | 1–2 1–0 (v.) | Pohang Steelers Corea del Sur |
| 1998      | Raja Casablanca Marruecos          | 0–0 5–0      | Pohang Steelers Corea del Sur |

## Estadísticas

### Títulos por equipo
| Equipo                | Campeón | Subcampeón | Años campeón | Años subcampeón |
| --------------------- | ------- | ---------- | ------------ | --------------- |
| Zamalek               | 2       | 1          | 1987, 1997   | 1994            |
| Thai Farmers Bank     | 1       | 1          | 1994         | 1995            |
| Espérance de Tunis    | 1       | -          | 1995         | ----            |
| Club Africain         | 1       | -          | 1992         | ----            |
| Daewoo Royals         | 1       | -          | 1986         | ----            |
| Al-Ahly               | 1       | -          | 1988         | ----            |
| Sétif                 | 1       | -          | 1989         | ----            |
| WAC Casablanca        | 1       | -          | 1993         | ----            |
| Seongnam Ilhwa Chunma | 1       | -          | 1996         | ----            |
| Raja Casablanca       | 1       | -          | 1998         | ----            |
| Pohang Steelers       | -       | 2          | ----         | 1997, 1998      |
| FAR Rabat             | -       | 1          | ----         | 1986            |
| JEF United            | -       | 1          | ----         | 1987            |
| Yomiuri               | -       | 1          | ----         | 1988            |
| Al-Sadd               | -       | 1          | ----         | 1989            |
| Al-Hilal              | -       | 1          | ----         | 1992            |
| PAS                   | -       | 1          | ----         | 1993            |
| Orlando Pirates       | -       | 1          | ----         | 1996            |

### Títulos por país
| País           | Títulos | Subtítulos |
| -------------- | ------- | ---------- |
| Egipto         | 3       | 1          |
| Corea del Sur  | 2       | 2          |
| Marruecos      | 2       | 1          |
| Túnez          | 2       | 0          |
| Tailandia      | 1       | 1          |
| Argelia        | 1       | 0          |
| Japón          | 0       | 2          |
| Catar          | 0       | 1          |
| Arabia Saudita | 0       | 1          |
| Irán           | 0       | 1          |
| Sudáfirca      | 0       | 1          |

### Títulos por Confederación
| Confederación | Títulos | Subtítulos |
| ------------- | ------- | ---------- |
| CAF           | 8       | 3          |
| AFC           | 3       | 8          |